# Nováky
Nováky es un municipio del distrito de Prievidza en la región de Trenčín, Eslovaquia, con una población estimada a final del año 2024 de 4093 habitantes.
Se encuentra ubicado al este de la región, cerca del río Nitra (cuenca hidrográfica del Danubio) y de la frontera con las regiones de Banská Bystrica y Žilina.

## Demografía
| Año        | 1994 | 2004    | 2014    | 2024    |
| ---------- | ---- | ------- | ------- | ------- |
| Población  | 4253 | 4426    | 4270    | 4093    |
| Diferencia |      | +4,06 % | −3,52 % | −4,14 % |

| Año        | 2023 | 2024    |
| ---------- | ---- | ------- |
| Población  | 4136 | 4093    |
| Diferencia |      | −1,03 % |